# Dzierżoniów
Dzierżoniów [ʥɛrˈʒɔɲuf], tyska: Reichenbach im Eulengebirge, är en stad i Nedre Schlesiens vojvodskap i sydvästra Polen. Staden utgör administrativt en stadskommun, med 34 315 invånare år 2014, och är huvudort i distriktet Powiat dzierżoniowski. Staden har sitt nuvarande namn sedan 1946, då den uppkallades efter biodlaren Johann Dzierzon.

## Geografi
Dzierżoniów ligger i den nordöstra utkanten av bergskedjan Ugglebergen (polska: Góry Sowie, tyska: Eulengebirge) i mellersta Sudeterna. Staden genomflyts av floden Piława och passeras av de regionala vägarna DW 382 och DW 384.

## Historia

### Grundande och tidig historia

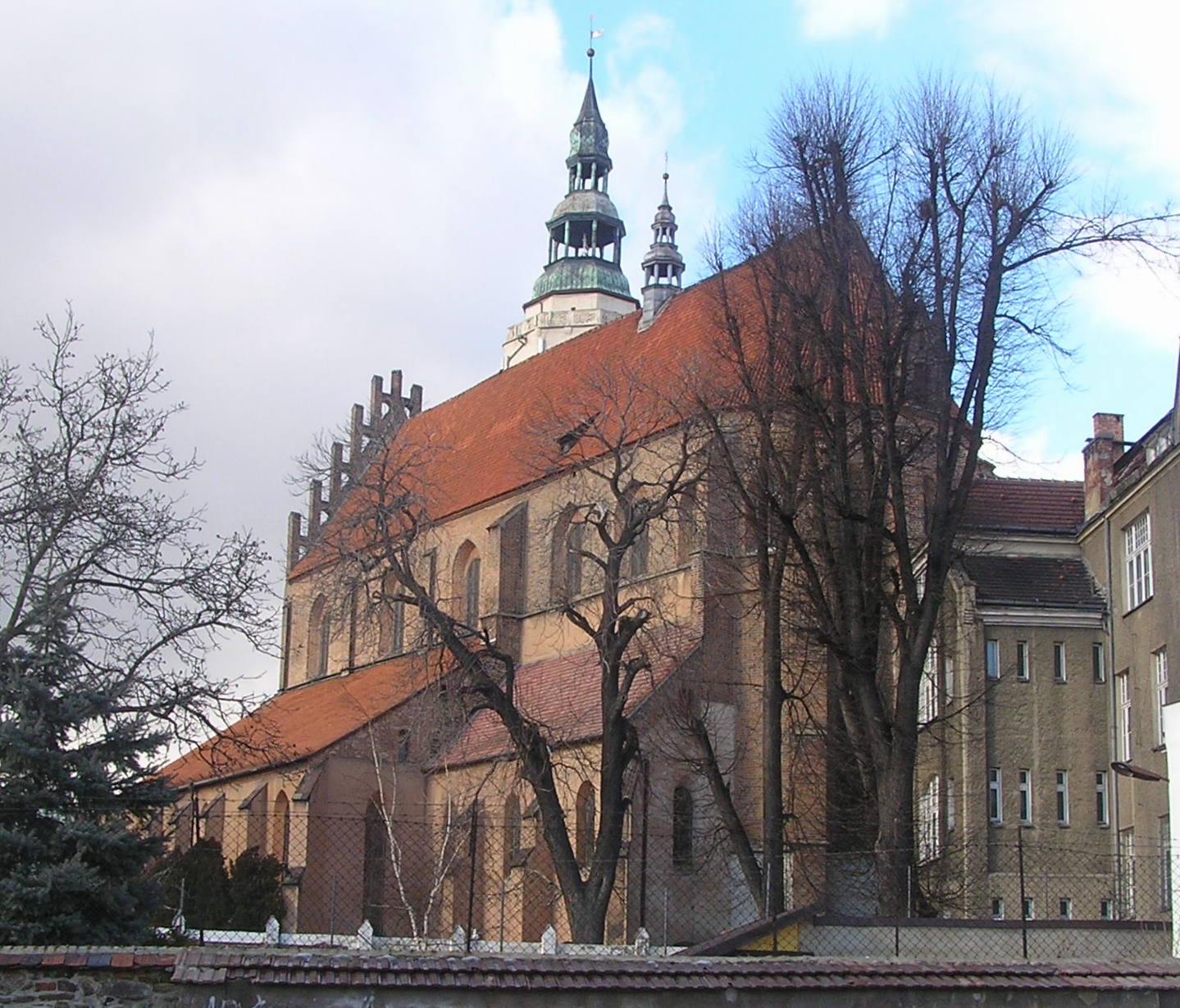
S:t Göranskyrkan

Dzierżoniów ligger i mitten av ett bosättningsområde vid östra utkanten av Ugglebergen, där flera orter grundades samtidigt under första halvan av 1200-talet. Staden och en Heinrich von Reichenbach omnämns för första gången i ett dokument från år 1250, anfadern till grevarna av Reichenbach. År 1258 omnämns S:t Göranskyrkan och 1266 omnämns Wilhelm von Reichenbach som fogde. Fogden hade troligen sitt säte i Hummelschloss (Homole) intill stadsmurarna. Textilhantverk spelade redan från början en viktig roll i stadens ekonomi.
Vid hertigdömet Breslaus delning blev staden en del av det nybildade hertigdömet Schweidnitz. 1296 grundades ett hospital och S:a Barbarakyrkan i utkanten av staden. Omkring samma tid anlades en kyrkogård vid Schweidnitzporten och den tillhörande begravningskyrkan, Mariakyrkan. Rådhuset omnämns första gången 1337 och det följande året grundade Johanniterorden en komtur i staden. 1349 omnämns även stadens augustinerkloster. År 1350 köpte staden de omkringliggande gårdarna från det hertigliga fögderiet. Under 1300-talet fick staden utökade rättigheter till ölbryggning och salthandel. Staden hade dessutom rätt att ta upp tull, samt till fiske och jakt i närområdet.

### Kungadömet Böhmen och huset Habsburg 1368-1742
Efter hertigen Bolko II:s död 1368 tillföll Reichenbach kungariket Böhmen genom arv. 1428 plundrades staden av husiterna. Efteråt uppfördes en andra stadsmur omkring staden. Reformationen spred sig i staden omkring 1525, och samma år stängdes stadens augustinerkloster.
Staden hade en blomstringsperiod under 1500-talet och början av 1600-talet. Denna period avbröts av trettioåriga kriget. Trots motreformationen under kriget var staden 1666 fortfarande till övervägande del protestantisk. 1700-talet medförde en ny blomstringsperiod för textilindustrin.

### Preussen och Tyskland 1742-1945
Efter Österrikiska tronföljdskriget tillföll staden kungadömet Preussen. En ny protestantisk församling med ett bönehus grundades i staden. I närheten av staden utkämpades 1762 slaget vid Burkersdorf (nuvarande Burkatów) under sjuårskriget.
År 1790 förhandlades Reichenbachkonventionen fram mellan Preussen och Österrike i staden, som ledde till att ett krig mellan länderna kunde undvikas. Den andra Reichenbachkonventionen (1813) ledde till grundandet av ett förbund mellan Ryssland, Preussen och Österrike riktat mot Napoleons Frankrike.
Efter Preussens administrativa reformer omkring 1815 var staden 1816-1820 säte för Regierungsbezirk Reichenbach, och fram till 1945 även kretsstad i Landkreis Reichenbach. År 1855 färdigställdes järnvägen till Schweidnitz, som tre år senare förlängdes till Frankenstein. 1891 tillkom järnvägen till Langenbielau och 1900-1903 färdigställdes Eulengebirgsbahn till Wünschelburg. Byn Ernsdorf införlivades i staden 1890.

### Polen 1945-
Staden tillföll Folkrepubliken Polen 1945 efter andra världskrigets slut genom Potsdamöverenskommelsen. Staden gavs av de polska myndigheterna först namnet Rychbach. Året efter, 1946, fick den namnet Dzierżoniów efter den schlesiske prästen och biodlaren Johann Dzierzon. Den tyskspråkiga delen av befolkningen fördrevs västerut, och staden återbefolkades under åren efter kriget av inflyttade polska bosättare samt flyktingar från de tidigare polska områdena öster om Curzonlinjen. 1945-1948 fanns ett judiskt bostadskollektiv i staden under ledning av Jakub Egit. Åren 1975-1998 tillhörde staden Wałbrzychs vojvodskap, som 1999 uppgick i det då nybildade Nedre Schlesiens vojvodskap.

## Byggnadsminnen och sevärdheter

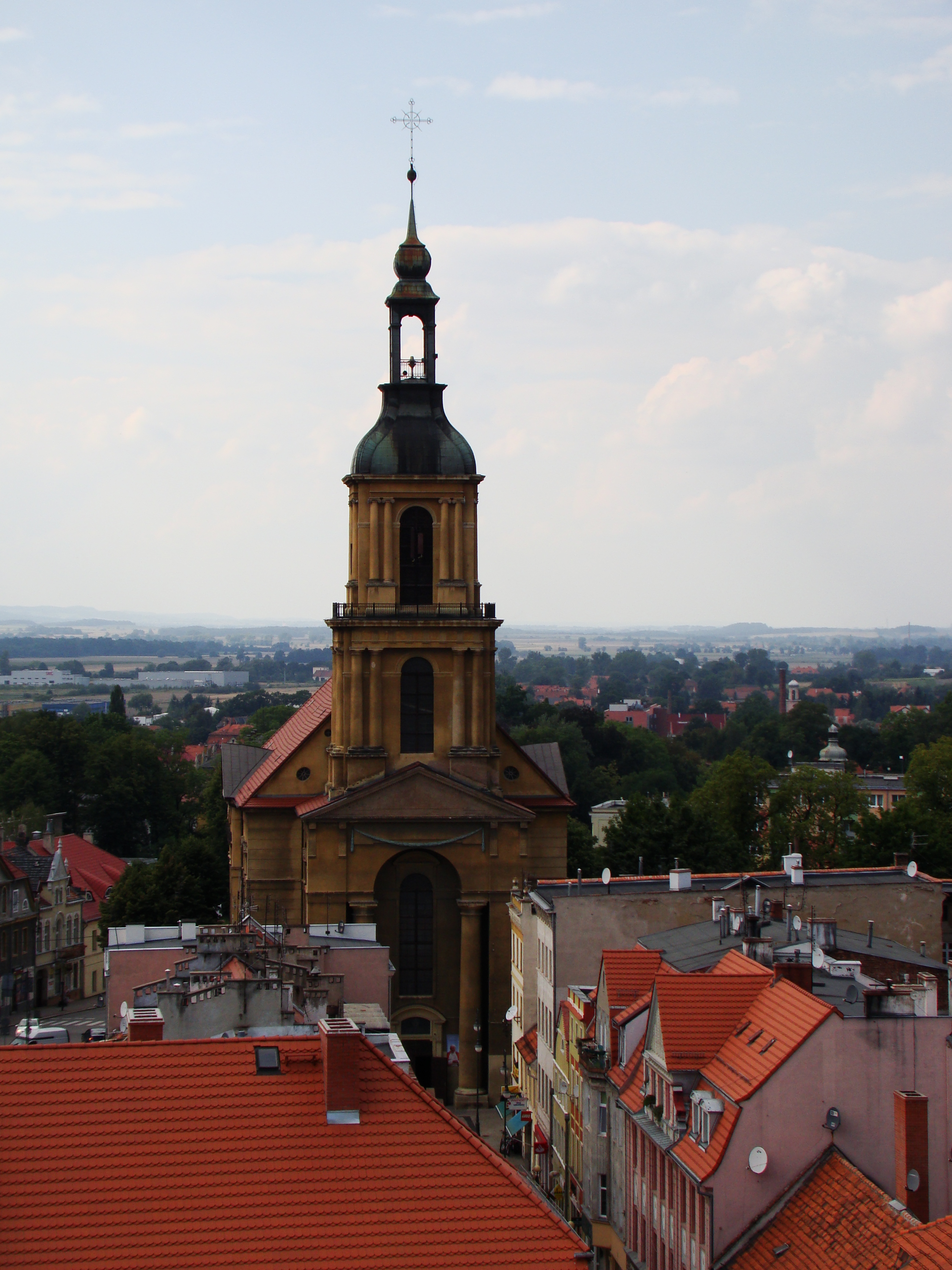
Utsikt från rådhuset mot Mariakyrkan.

- S:t Göranskyrkan omnämns första gången 1258 och byggdes om av Johanniterriddarna under 1300-talet. 1555–1629 var den protestantisk församlingskyrka. Kyrkan är en fyrskeppig basilika, ombyggd 1555 i sengotisk stil och 1612 renässansstil. Inredningen är till stora delar från barocken.
- Augustinernas klosterkyrka, ursprungligen uppförd 1349. Efter reformationen användes kyrkan tidvis för sekulära ändamål och återinvigdes 1713 som den Obefläckade avelsens kyrka.
- Maria, kyrkans moder-kyrkan uppfördes som protestantisk stadskyrka 1795-1798 efter ritningar av Carl Gotthard Langhans. Sedan 1945 används den av stadens katolska församling.
- Mariakyrkan vid kyrkogården uppfördes troligen i slutet av 1300-talet. En större ombyggnad genomfördes 1598–1606, då den blev stadens Trefaldighetskyrka. Efter en brand 1832 återuppfördes kyrkan 1851-1852 i nygotisk stil.
- Borgarhus från 1800-talet, bland andra textilhandlaren Melchior Kellners hus.
- Judiska kyrkogården